# Tinkoff
A equipe em 2012
A Team Tinkoff (Código da equipa na UCI: TCS) foi uma equipa de ciclismo profissional da Dinamarca, e posteriormente da Rússia que competetia em provas de ciclismo de estrada do UCI World Tour. A equipa era detida e gerida pelo antigo vencedor do Tour de France Bjarne Riis, sob a gerência da sua empresa Riis Cycling A/S.
O principal patrocinador desde 2001 e único entre 2003 e 2008, a Computer Sciences Corporation (CSC), é uma companhia de TI localizada na Califórnia, Estados Unidos.
Durante o segundo semestre de 2008, a empresa CSC deixou de ser a única patrocinadora da equipa, que ganhou o nome de Team CSC/Saxo Bank, tendo competido o Tour de France de 2008 já sob esse nome, até que em 2009 a empresa deixou em definitivo a equipa, o que fez com que a Saxo Bank passasse a ser a principal patrocinadora da equipe, que passou a levar seu nome. Em junho de 2012, o banco russo Tinkoff Bank juntou-se como patrocinador secundário da equipe, que passou a ser chamada Team Saxo Bank - Tinkoff Bank. No fim do ano, o nome mudou para Team Saxo - Tinkoff.
Em 2009 a Team Saxo Bank deu nas vistas com o jovem luxemburguês Andy Schleck, que conseguiu a segunda posição no final do Tour de France de 2009. Além disso, a equipa ainda conseguiu 3 triunfos de etapa com Fabian Cancellara, Nicki Sørensen e com o irmão de Andy, Frank Schleck.
Em 2010 Schleck repetiu o segundo lugar do ano anterior no Tour, conseguindo ainda 2 vitórias de etapa. Mas em fevereiro de 2012, o Tribunal Arbitral do Esporte (TAS) retirou o título de Alberto Contador, que havia vencido inicialmente, tendo considerado-o culpado de doping com clenbuterol, após um teste positivo no 2º dia de descanso da prova. O título passou então para as mãos de Schleck. Também nesta edição Fabian Cancellara conseguiu alcançar 2 vitórias.
Em 2011, Alberto Contador juntou-se à equipe, que viu vários de seus principais ciclistas saírem para a nova equipe Leopard Trek, entre eles Andy e Frank Schleck e Fabian Cancellara. Nesse ano, Contador inicialmente venceu o Giro d'Italia e foi o 5º lugar no Tour de France, além de outros resultados, mas sua punição em 2012 anulou, retroativamente, tais resultados.
Em Agosto de 2012, a suspensão de Contador, que permaneceu na equipe, acabou, poucos dias antes do começo da Vuelta a España, na qual, além de levar uma etapa, o espanhol venceu a classificação geral.

## Equipe

### 2016
| Integrantes da equipe 2016                                | Integrantes da equipe 2016 | Integrantes da equipe 2016         | Integrantes da equipe 2016 |
| Ciclista                                                  | Data de nascimento         | Equipe anterior                    |                            |
| --------------------------------------------------------- | -------------------------- | ---------------------------------- | -------------------------- |
| Erik Baška                                                | 12 janeiro 1994            | AWT-Greenway (2015)                |                            |
| Daniele Bennati                                           | 24 setembro 1980           | RadioShack-Nissan (2012)           |                            |
| Adam Blythe                                               | 1 outubro 1989             | Orica-GreenEDGE (2015)             |                            |
| Manuele Boaro                                             | 12 março 1987              | Trevigiani Dynamon Bottoli (2010)  |                            |
| Maciej Bodnar                                             | 7 março 1985               | Cannondale (2014)                  |                            |
| Pavel Brutt                                               | 29 janeiro 1982            | Katusha (2014)                     |                            |
| Alberto Contador                                          | 6 dezembro 1982            | Astana (2010)                      |                            |
| Oscar Gatto                                               | 1 janeiro 1985             | Androni Giocattoli-Sidermec (2015) |                            |
| Michael Gogl                                              | 4 novembro 1993            | Tirol Cycling Team (2015)          |                            |
| Jesper Hansen                                             | 23 outubro 1990            | Cult Energy (2013)                 |                            |
| Jesús Hernández Blázquez                                  | 28 setembro 1981           | Astana (2010)                      |                            |
| Robert Kišerlovski                                        | 9 agosto 1986              | Trek Factory Racing (2014)         |                            |
| Michal Kolář                                              | 21 dezembro 1992           | Dukla Trenčín Trek (2013)          |                            |
| Roman Kreuziger                                           | 6 maio 1986                | Astana (2012)                      |                            |
| Rafał Majka                                               | 12 setembro 1989           | Trevigiani Dynamon Bottoli (2011)  |                            |
| Jay McCarthy                                              | 8 setembro 1992            | Jayco-AIS (2012)                   |                            |
| Sérgio Paulinho                                           | 26 março 1980              | Team RadioShack (2011)             |                            |
| Jevgeni Petrov                                            | 25 maio 1978               | Astana (2012)                      |                            |
| Paweł Poljański                                           | 6 maio 1990                |                                    |                            |
| Michael Rogers (1 jan.–25 abr., Nota)                     | 20 dezembro 1979           | Team Sky (2012)                    |                            |
| Ivan Rovny                                                | 30 setembro 1987           | Ceramica Flaminia-Fondriest (2013) |                            |
| Juraj Sagan                                               | 23 dezembro 1988           | Cannondale (2014)                  |                            |
| Peter Sagan                                               | 26 janeiro 1990            | Cannondale (2014)                  |                            |
| Matteo Tosatto                                            | 14 maio 1974               | Quick Step (2010)                  |                            |
| Yuri Trofimov                                             | 26 janeiro 1984            | Katusha (2015)                     |                            |
| Nikolay Trusov                                            | 2 julho 1985               | De Rijke-Shanks (2013)             |                            |
| Michael Valgren                                           | 7 fevereiro 1992           | Cult Energy (2013)                 |                            |
| Davide Ballerini (1 ago.–31 dez., trainee)                | 21 setembro 1994           | Unieuro Wilier (2015)              |                            |
| Lorenzo Fortunato (1 ago.–31 dez., trainee)               | 9 maio 1996                |                                    |                            |
| Andrea Montagnoli (1 ago.–31 dez., trainee)               | 27 julho 1995              |                                    |                            |
|                                                           |                            |                                    |                            |
| Fontes: ProCyclingStats Cycling Quotient Cycling Archives |                            |                                    |                            |

Nota: Michael Rogers, end of sports career

### 2012
Em 6 de Agosto de 2012.
| Ciclista                | Data de Nascimento      |           |
| ----------------------- | ----------------------- | --------- |
| Manuele Boaro           | Manuele Boaro           | 1987-12-3 |
| Jonathan Cantwell       | Jonathan Cantwell       | 1982-1-8  |
| Mads Christensen        | Mads Christensen        | 1984-4-6  |
| Alberto Contador        | Alberto Contador        | 1982-12-6 |
| Volodymir Gustov        | Volodymir Gustov        | 1977-2-15 |
| Juan José Haedo         | Juan José Haedo         | 1981-1-26 |
| Lucas Sebastián Haedo   | Lucas Sebastián Haedo   | 1983-4-18 |
| Jesús Hernández         | Jesús Hernández         | 1981-9-28 |
| Jonas Aaen Jørgensen    | Jonas Aaen Jørgensen    | 1986-4-20 |
| Christopher Juul-Jensen | Christopher Juul-Jensen | 1989-7-6  |
| Kasper Klostergaard     | Kasper Klostergaard     | 1983-5-22 |
| Karsten Kroon           | Karsten Kroon           | 1976-1-29 |
| Anders Lund             | Anders Lund             | 1985-2-14 |
| Rafał Majka             | Rafał Majka             | 1989-9-12 |

|                      | Ciclista             | Data de Nascimento |
| -------------------- | -------------------- | ------------------ |
| Ran Margaliot        | Ran Margaliot        | 1988-7-18          |
| Jarosław Marycz      | Jarosław Marycz      | 1987-4-17          |
| Takashi Miyazawa     | Takashi Miyazawa     | 1978-2-27          |
| Michael Mørkøv       | Michael Mørkøv       | 1985-4-30          |
| Daniel Navarro       | Daniel Navarro       | 1983-7-8           |
| Benjamín Noval       | Benjamín Noval       | 1979-1-23          |
| Nick Nuyens          | Nick Nuyens          | 1980-5-5           |
| Sérgio Paulinho      | Sérgio Paulinho      | 1980-3-26          |
| Bruno Pires          | Bruno Pires          | 1981-5-15          |
| Luke Roberts         | Luke Roberts         | 1977-1-25          |
| Chris Anker Sørensen | Chris Anker Sørensen | 1984-9-5           |
| Nicki Sørensen       | Nicki Sørensen       | 1975-5-14          |
| David Tanner         | David Tanner         | 1984-9-30          |
| Matteo Tosatto       | Matteo Tosatto       | 1974-5-14          |
| Rafael Haddad        | Rafael Haddad        | 1986-2-17          |